# Quadraceps punctatus
Quadraceps punctatus är en insektsart som först beskrevs av Hermann Burmeister 1838.  Quadraceps punctatus ingår i släktet Quadraceps och familjen fjäderlöss. Arten är reproducerande i Sverige. Inga underarter finns listade i Catalogue of Life.